# Török Imre (ispán)

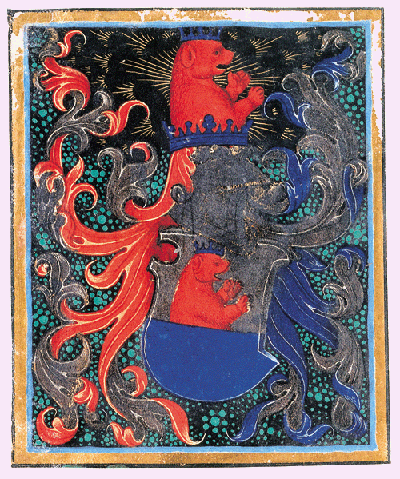
Enyingi Török Ambrus címere. 1481. november 26.-án adományozták neki.

Enyingi Török Imre (fl. 1464–1521) Valkó vármegye ispánja, nándorfehérvári bán, gyulai várnagy, földbirtokos.

## Élete
Az előkelő nemesi származású enyingi Török család sarja. Enyingi Török Ambrus soproni kapitány, Sopron vármegye ispánja és Vityay Veronika fia, a híres Török Bálint apja volt. 1485-ben Török Imre és Pöki (Poki) Kis Antal töltötték be a Valkó vármegyei ispáni méltóságot, akik utóbb Corvin János familiárisaiként tűnnek fel. 1490. és 1495. között gyulai várnagyként szolgált. Török Imre pályáját a Hunyadiak szolgálatában kezdte és ki is tartott a család mellett Corvin János haláláig, utána a király, II. Ulászló magyar király szolgálatába állt. Előbb nándorfehérvári albán, majd bán lett 1507-ben, és egészen 1519-ig töltöttbe be ezt a méltóságot. Vagyonát nemcsak birtokvásárlással, mint Szabadka példája mutatja, hanem házasságai révén is gyarapította, megalapozva ezzel családjának tekintélyét. Birtokai közül a legfontosabbak Szabadka és Szigetvár voltak. Török Imre neve 1519-ben szerepel utoljára a forrásokban. Két fia, Török Miklós és Török Bálint közül az utóbbi lesz a család feje, aki Szabadkának is tényleges uraként, és török fogságba kerüléséig, az országos politikai élet egyik formálójaként ismeretes.
Corvin János herceg haláláig annak híve és bizalmasa volt, amiért több adományban is részesült a hatalmas Hunyadi-vagyonból. A enyingi Török Imre a 15. század utolsó éveitől egészen Corvin János haláláig, 1504-ig gyulai várnagy volt. Mivel nagy összegű követelése volt Corvin Jánossal szemben, ura halálakor lefoglalta Gyula várát, és Frangepán Beatrix csak oly módon tudott Gyula birtokába kerülni, ha kiegyezett Török Imrével, aki Beatrixnak kedvelt híve lett. A Corvinokkal szembeni fellépése miatt Török Imrének tehát tényleg oka volt bosszútól tartania.
Corvin János herceg 1504 október 12-én halt meg, és halála előtt ugyanezen évben kelt okmány) szerint Szabadka, Madarász, Tavankút, Sebestyénháza és Vörösegyház helységeket odaajándékozta jószágkormányzójának enyingi Török Imrének, ennék neje Paksi Krisztinának, és Miklós és Bálint nevű fiaiknak, továbbá Sulyok István nejének Krisztinának és Perneszy Imre nejének Ilonának, mint Török Imre nővéreinek. Futak, Valkó és Cserög várát kapta a hozzá tartozó uradalmakkal, családi örökségként birtokolta Enyinget és Szigetvárt, ami vagyon ranggal is párosult: 1507. augusztus 28-án Töröm Imre nándorfehérvári bán két fiával, Miklóssal és Bálinttal örökös báróságot nyert II. Ulászló királytól. Nándorfehérvári bánná történő kinevezésével, vagyonával és rangjával a leggazdagabb és legbefolyásosabb főurak közé került.

## Házasságai és leszármazottjai
Első felesége parlagi Parlaghy Krisztina (fl. 1486–1515), akinek a szülei parlagi Parlaghy György (fl. 1452–1485), királyi ajtónállómester, Borsod vármegye főispánja, diósgyőri várnagy, földbirtokos, és Vizaknai Borbála (fl. 1475–1496) voltak. Felesége révén sógornője Parlaghy Ilona (fl. 1486), akinek a férje nagykállói Kállay János (fl. 1459-1486), bihari ispán, földbirtokos, valamint Parlaghy Lúcia (fl. 1495–1521), akinek a férje pákosi Paksy Lajos (fl. 1479-1489), diósgyőri várnagy, földbirtokos. Parlaghy Krisztina halála után Török Imrének a második felesége Ráskay Balázs leánya, Katalin lett. Fiai első nejétől, Parlaghy Krisztinától születtek, akihez egy 1485-ben írt, magyar nyelven írt szerelmes versének töredéke maradt fenn.
- enyingi Török Miklós.
- enyingi Török Bálint (c. 1502–1550) magyar főnemes, hadvezér, nándorfehérvári bán.